# I Circoscrizione (Trieste)
L'Altipiano Ovest, ufficialmente I Circoscrizione, è una delle sette circoscrizioni del comune di Trieste. Si estende su una superficie di 10,19 km², nel comune di Trieste. Comprende quattro borghi storici della città: Santa Croce (Križ), Prosecco (Prosek), Contovello (Kontovel) e Borgo San Nazario. La popolazione è prevalentemente di madrelingua slovena.
Con poco più di 3 500 abitanti, è la circoscrizione meno abitata e meno densamente popolata di Trieste.
L'altopiano, siccome immerso nel carso triestino, offre una ricca varietà di flora e fauna, e numerosi sono i percorsi turistici dentro a questa zona.
La circoscrizione confina con i comuni di Duino Aurisina, Sgonico e Monrupino.
Il consiglio si riunisce in località Prosecco 159.
Per le sedute circoscrizionali è previsto l'uso di un interprete.

## Consiglio circoscrizionale
Il consiglio circoscrizionale è composto da 10 membri e viene rinnovato ogni 5 anni, parallelamente alle elezioni comunali.
| Consiglio circoscrizionale |
| --- |
| Rifondazione Comunista 1 Adesso Trieste 1 Partito Democratico 4 Lista civica di centro-sinistra 1 Lista civica di centro-destra 1 Lega per Salvini Premier 1 Fratelli d'Italia 1 |